# 1442 Corvina
Az 1442 Corvina (ideiglenes nevén 1937 YF) kisbolygó a Naprendszer kisbolygóövében, a Koronis-családhoz tartozik.
Már 1902-ben és 1924-ben is észlelték egy-egy alkalommal Heidelbergben, 1931 októberében pedig az amerikai Lowell Obszervatóriumban fényképezték le két éjjelen. Kulin György 1937. december 29-én akadt a kisbolygó nyomára a 710 Gertrud megfigyelése közben. Bár másnap, december 30-án és február 5-én ismét lefényképezték Heidelbergben, Kulin György januárban öt, majd február 22-éig további három alkalommal is megfigyelte, így őt tekintik a kisbolygó felfedezőjének. Kulinnak a következő három szembenállás alkalmával is sikerült észlelnie, így viszonylag hamar bekerült a jól ismert pályájú égitestek közé.